# 各各他浸礼会教堂
各各他浸礼会教堂（Calvary Baptist Church）是一座古老的多元化的美北浸礼会教堂，位于美国华盛顿哥伦比亚特区潘恩区社区。2012年7月断绝与美南浸信会的关系。
各各他浸礼会是1907年美北浸礼会成立时的创始教会，19世纪末、20世纪初浸会主日学运动的领导教堂 。